# Cleora perbona
Cleora perbona là một loài bướm đêm trong họ Geometridae.